# Río Sambirano

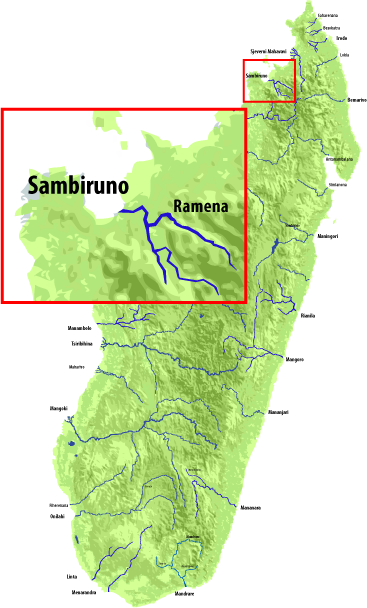
Río Sambirano

El Sambirano es un río que discurre por el noroeste de Madagascar en la región de Diana. Tiene sus fuentes del macizo de Maromokotro y fluye a través de la Reserva Tsaratanana hasta el Océano Índico. Su delta ocupa 250 kilómetros².
El ecosistema del río, principalmente bosques y matorrales, tiene muchas especies autóctonas, como el lémur ratón de Sambirano y el lémur lanudo Sambirano.
Los bosques secos de hojas caducas de Madagascar ocupan gran parte de la cuenca del río, a pesar de que los manglares son evidentes en las partes de la franja costera.